# Spermacoce strumpfioides
Spermacoce strumpfioides là một loài thực vật có hoa trong họ Thiến thảo. Loài này được (Griseb.) C.Wright miêu tả khoa học đầu tiên năm 1869.